# Alex Dujshebaev
Pour les articles homonymes, voir Dujshebaev.
Alex Dujshebaev, né le 17 décembre 1992 à Santander, est un handballeur espagnol. Il évolue au poste d'arrière droit au KS Kielce et en équipe nationale d'Espagne. Après avoir notamment remporté la Ligue des champions avec le club macédonien du Vardar Skopje, il rejoint en 2017 le club polonais du KS Kielce, entrainé par son père. Avec l'équipe nationale espagnole, il est notamment double champion d'Europe en 2018 et 2020.
Il est le fils du célèbre handballeur russe puis espagnol Talant Dujshebaev et le frère de Daniel Dujshebaev.

## Palmarès

### En club
Compétitions internationales
- Vainqueur de la Ligue des champions (1) : 2017
  - Finaliste en 2022, 2023
- Vainqueur de la Ligue SEHA (2) : 2014, 2017
  - Finaliste en 2016

Compétitions nationales
- Vainqueur du Championnat de Macédoine (3) : 2015, 2016, 2017
- Vainqueur de la Coupe de Macédoine (4) : 2014, 2015, 2016, 2017
- Vainqueur du Championnat de Pologne (6) : 2018, 2019, 2020, 2021, 2022, 2023
- Vainqueur de la Coupe de Pologne (3) : 2018, 2019, 2021

### En équipe nationale
Ses résultats en compétitions internationales sont :
Jeux olympiques
- Médaille de bronze aux Jeux olympiques 2020 de Tokyo
- Médaille de bronze aux Jeux olympiques 2024 de Paris

Championnats du monde
- 4e place au Championnat du monde 2015
- 5e place au Championnat du monde 2017
- 7e place au Championnat du monde 2019
- Médaille de bronze au Championnat du monde 2021
- Médaille de bronze au Championnat du monde 2023

Championnats d'Europe
- Médaille d'argent au Championnat d'Europe 2016
- Médaille d'or au Championnat d'Europe 2018
- Médaille d'or au Championnat d'Europe 2020
- 14e place au Championnat d'Europe 2024

### Distinctions individuelles

#### En club
- Meilleur buteur du Championnat d'Espagne (1) : 2013
- Élu meilleur arrière droit de la saison en Espagne (1) : 2013
- Élu meilleur espoir de la Ligue des champions (1) : 2015
- Élu meilleur arrière droit de la Ligue des champions (1) : 2017

#### En sélection nationale
- Élu meilleur arrière droit du Championnat d'Europe des moins de 20 ans 2012
- Élu meilleur arrière droit du Championnat du monde junior 2013
- Élu meilleur arrière droit du Championnat d'Europe 2018
- Élu meilleur arrière droit du Championnat du monde 2023